# Szaturnusz-díj a legjobb televíziós sorozatnak
Az alábbi lista a legjobb televíziós sorozat filmes kategóriában Szaturnusz-díjra jelölt televíziós sorozatokat sorolja fel évek szerinti bontásban. 
A díjat 1988-tól, a 16. díjátadó ünnepség óta évente adták át az Academy of Science Fiction, Fantasy & Horror Films szervezet, megjutalmazva a legjobb televíziós sorozatokat. 
A Lost – Eltűntek című sorozat tartja a legtöbb győzelem rekordját (öt alkalommal), utána következik a Buffy, a vámpírok réme és az X-akták című sorozat, melyek 3-3 alkalommal nyerték el a díjat. Az X-akták című sorozatot jelölték legtöbbször ebben a kategóriában (nyolc alkalommal).
A kategóriát 2015-ben szüntették be, mikor a Szaturnusz-díj jelentős változásokon ment keresztül a televíziós kategóriákban.

## Győztesek és jelöltek
Győztes műsor
(MEGJEGYZÉS: Az Év oszlop az adott műsor bemutatására vagy az értékeléséül szolgáló évre utal, a tényleges díjátadó ceremóniát a következő évben rendezték meg.)

### 1980-as évek
| Év                       | Magyar cím                | Eredeti cím                    |
| ------------------------ | ------------------------- | ------------------------------ |
| 1988 (16. díjátadó)      | Star Trek: Az új nemzedék | Star Trek: The Next Generation |
| 1988 (16. díjátadó)      | A szépség és a szörnyeteg | Beauty and the Beast           |
| 1988 (16. díjátadó)      | Freddy's Nightmares       |                                |
| 1988 (16. díjátadó)      | Péntek 13                 | Friday the 13th: The Series    |
| 1988 (16. díjátadó)      | Űrapu                     | Out of This World              |
| 1988 (16. díjátadó)      | Superboy                  |                                |
| 1988 (16. díjátadó)      | Világok harca             | War of the Worlds              |
| 1989/1990 (17. díjátadó) | Star Trek: Az új nemzedék | Star Trek: The Next Generation |

### 1990-es évek
| Év                  | Magyar cím                                 | Eredeti cím                                  |
| ------------------- | ------------------------------------------ | -------------------------------------------- |
| 1991 (18. díjátadó) |                                            | Dark Shadows                                 |
| 1991 (18. díjátadó) | Halálos igézet                             | Cast a Deadly Spell                          |
| 1991 (18. díjátadó) | Psycho 4: Ahogyan kezdődött                | Psycho IV: The Beginning                     |
| 1991 (18. díjátadó) | Quantum Leap – Az időutazó                 | Quantum Leap                                 |
| 1991 (18. díjátadó) | Star Trek: Az új nemzedék                  | Star Trek: The Next Generation               |
| 1991 (18. díjátadó) | Mesék a kriptából                          | Tales from the Crypt                         |
| 1992 (19. díjátadó) | A Simpson család                           | The Simpsons                                 |
| 1992 (19. díjátadó) | Batman: A rajzfilmsorozat                  | Batman: The Animated Series                  |
| 1992 (19. díjátadó) | Intruderek – Egy új faj születik           | Intruders                                    |
| 1992 (19. díjátadó) | Quantum Leap – Az időutazó                 | Quantum Leap                                 |
| 1992 (19. díjátadó) | Ren és Stimpy show                         | The Ren & Stimpy Show                        |
| 1992 (19. díjátadó) | Star Trek: Az új nemzedék                  | Star Trek: The Next Generation               |
| 1992 (19. díjátadó) | Mesék a kriptából                          | Tales from the Crypt                         |
| 1993 (20. díjátadó) | Lois és Clark: Superman legújabb kalandjai | Lois & Clark: The New Adventures of Superman |
| 1993 (20. díjátadó) | Vadnyugati fejvadász                       | The Adventures of Brisco County, Jr.         |
| 1993 (20. díjátadó) | A Simpson család                           | The Simpsons                                 |
| 1993 (20. díjátadó) | Star Trek: Deep Space Nine                 | Star Trek: Deep Space Nine                   |
| 1993 (20. díjátadó) | Star Trek: Az új nemzedék                  | Star Trek: The Next Generation               |
| 1993 (20. díjátadó) | Vad Pálmák                                 | Wild Palms                                   |
| 1993 (20. díjátadó) | X-akták                                    | The X-Files                                  |
| 1994 (21. díjátadó) | X-akták                                    | The X-Files                                  |
| 1994 (21. díjátadó) | Föld 2 – A világűr Robinsonjai             | Earth 2                                      |
| 1994 (21. díjátadó) | M.A.N.T.I.S.                               |                                              |
| 1994 (21. díjátadó) | seaQuest DSV                               |                                              |
| 1994 (21. díjátadó) | A Simpson család                           | The Simpsons                                 |
| 1994 (21. díjátadó) | Star Trek: Az új nemzedék                  | Star Trek: The Next Generation               |
| 1994 (21. díjátadó) | Mesék a kriptából                          | Tales from the Crypt                         |
| 1995 (22. díjátadó) | Végtelen határok                           | The Outer Limits                             |
| 1995 (22. díjátadó) | American Gothic                            |                                              |
| 1995 (22. díjátadó) | A Simpson család                           | The Simpsons                                 |
| 1995 (22. díjátadó) | Sliders                                    | Sliders                                      |
| 1995 (22. díjátadó) | Űrháború 2063                              | Space: Above and Beyond                      |
| 1995 (22. díjátadó) | Star Trek: Deep Space Nine                 | Star Trek: Deep Space Nine                   |
| 1996 (23. díjátadó) | X-akták                                    | The X-Files                                  |
| 1996 (23. díjátadó) | Dark Skies                                 |                                              |
| 1996 (23. díjátadó) | A kiválasztott – Az amerikai látnok        | Early Edition                                |
| 1996 (23. díjátadó) | A Simpson család                           | The Simpsons                                 |
| 1996 (23. díjátadó) | Millennium                                 |                                              |
| 1996 (23. díjátadó) | Sliders                                    | Sliders                                      |
| 1997 (24. díjátadó) | Buffy, a vámpírok réme                     | Buffy the Vampire Slayer                     |
| 1997 (24. díjátadó) | Pszichozsaru                               | Profiler                                     |
| 1997 (24. díjátadó) | A Simpson család                           | The Simpsons                                 |
| 1997 (24. díjátadó) | Star Trek: Voyager                         | Star Trek: Voyager                           |
| 1997 (24. díjátadó) | A látogató                                 | The Visitor                                  |
| 1997 (24. díjátadó) | X-akták                                    | The X-Files                                  |
| 1998 (25. díjátadó) | X-akták                                    | The X-Files                                  |
| 1998 (25. díjátadó) | Buffy, a vámpírok réme                     | Buffy the Vampire Slayer                     |
| 1998 (25. díjátadó) | Bűbájos boszorkák                          | Charmed                                      |
| 1998 (25. díjátadó) | Seven Days – Az időkapu                    | Seven Days                                   |
| 1998 (25. díjátadó) | A Simpson család                           | The Simpsons                                 |
| 1998 (25. díjátadó) | Star Trek: Voyager                         | Star Trek: Voyager                           |
| 1999 (26. díjátadó) | Vissza a jelenbe                           | Now and Again                                |
| 1999 (26. díjátadó) | Angel                                      | Angel                                        |
| 1999 (26. díjátadó) | Buffy, a vámpírok réme                     | Buffy the Vampire Slayer                     |
| 1999 (26. díjátadó) | Roswell                                    | Roswell                                      |
| 1999 (26. díjátadó) | Seven Days – Az időkapu                    | Seven Days                                   |
| 1999 (26. díjátadó) | X-akták                                    | The X-Files                                  |

### 2000-es évek
| Év                  | Magyar cím                         | Eredeti cím                             |
| ------------------- | ---------------------------------- | --------------------------------------- |
| 2000 (27. díjátadó) | Buffy, a vámpírok réme             | Buffy the Vampire Slayer                |
| 2000 (27. díjátadó) | Angel                              | Angel                                   |
| 2000 (27. díjátadó) | Sötét angyal                       | Dark Angel                              |
| 2000 (27. díjátadó) | Roswell                            | Roswell                                 |
| 2000 (27. díjátadó) | Star Trek: Voyager                 | Star Trek: Voyager                      |
| 2000 (27. díjátadó) | X-akták                            | The X-Files                             |
| 2001 (28. díjátadó) | Buffy, a vámpírok réme             | Buffy the Vampire Slayer                |
| 2001 (28. díjátadó) | Angel                              | Angel                                   |
| 2001 (28. díjátadó) | Sötét angyal                       | Dark Angel                              |
| 2001 (28. díjátadó) | Star Trek: Enterprise              | Star Trek: Enterprise                   |
| 2001 (28. díjátadó) | Smallville                         | Smallville                              |
| 2001 (28. díjátadó) | X-akták                            | The X-Files                             |
| 2002 (29. díjátadó) | Alias                              | Alias                                   |
| 2002 (29. díjátadó) | Angel                              | Angel                                   |
| 2002 (29. díjátadó) | Buffy, a vámpírok réme             | Buffy the Vampire Slayer                |
| 2002 (29. díjátadó) | Star Trek: Enterprise              | Star Trek: Enterprise                   |
| 2002 (29. díjátadó) | Smallville                         | Smallville                              |
| 2002 (29. díjátadó) | Alkonyzóna                         | The Twilight Zone                       |
| 2003 (30. díjátadó) | Angel                              | Angel                                   |
| 2003 (30. díjátadó) | CSI: A helyszínelők                | CSI: Crime Scene Investigation          |
| 2003 (30. díjátadó) | Alias                              | Alias                                   |
| 2003 (30. díjátadó) | Buffy, a vámpírok réme             | Buffy the Vampire Slayer                |
| 2003 (30. díjátadó) | Star Trek: Enterprise              | Star Trek: Enterprise                   |
| 2003 (30. díjátadó) | Smallville                         | Smallville                              |
| 2004 (31. díjátadó) | Lost – Eltűntek                    | Lost                                    |
| 2004 (31. díjátadó) | Angel                              | Angel                                   |
| 2004 (31. díjátadó) | Alias                              | Alias                                   |
| 2004 (31. díjátadó) | CSI: A helyszínelők                | CSI: Crime Scene Investigation          |
| 2004 (31. díjátadó) | Star Trek: Enterprise              | Star Trek: Enterprise                   |
| 2004 (31. díjátadó) | Smallville                         | Smallville                              |
| 2005 (32. díjátadó) | Lost – Eltűntek                    | Lost                                    |
| 2005 (32. díjátadó) | Rejtélyek városa                   | Invasion                                |
| 2005 (32. díjátadó) | A szökés                           | Prison Break                            |
| 2005 (32. díjátadó) | Smallville                         | Smallville                              |
| 2005 (32. díjátadó) | Odaát                              | Supernatural                            |
| 2005 (32. díjátadó) | A mélység fantomja                 | Surface                                 |
| 2005 (32. díjátadó) | Veronica Mars                      | Veronica Mars                           |
| 2006 (33. díjátadó) | Hősök                              | Heroes                                  |
| 2006 (33. díjátadó) | Jericho                            | Jericho                                 |
| 2006 (33. díjátadó) | Lost – Eltűntek                    | Lost                                    |
| 2006 (33. díjátadó) | Smallville                         | Smallville                              |
| 2006 (33. díjátadó) | 24                                 | 24                                      |
| 2006 (33. díjátadó) | Veronica Mars                      | Veronica Mars                           |
| 2007 (34. díjátadó) | Lost – Eltűntek                    | Lost                                    |
| 2007 (34. díjátadó) | Hősök                              | Heroes                                  |
| 2007 (34. díjátadó) | Az utazó                           | Journeyman                              |
| 2007 (34. díjátadó) | Halottnak a csók                   | Pushing Daisies                         |
| 2007 (34. díjátadó) | Odaát                              | Supernatural                            |
| 2007 (34. díjátadó) | Terminátor – Sarah Connor krónikái | Terminator: The Sarah Connor Chronicles |
| 2008 (35. díjátadó) | Lost – Eltűntek                    | Lost                                    |
| 2008 (35. díjátadó) | Hősök                              | Heroes                                  |
| 2008 (35. díjátadó) | A rejtély                          | Fringe                                  |
| 2008 (35. díjátadó) | Élet a Marson                      | Life on Mars                            |
| 2008 (35. díjátadó) | Odaát                              | Supernatural                            |
| 2008 (35. díjátadó) | Terminátor – Sarah Connor krónikái | Terminator: The Sarah Connor Chronicles |
| 2009 (36. díjátadó) | Lost – Eltűntek                    | Lost                                    |
| 2009 (36. díjátadó) | Chuck                              | Chuck                                   |
| 2009 (36. díjátadó) | A rejtély                          | Fringe                                  |
| 2009 (36. díjátadó) | Szellemekkel suttogó               | Ghost Whisperer                         |
| 2009 (36. díjátadó) | Hősök                              | Heroes                                  |
| 2009 (36. díjátadó) | Vámpírnaplók                       | The Vampire Diaries                     |

### 2010-es évek
| Év                  | Magyar cím                 | Eredeti cím           |
| ------------------- | -------------------------- | --------------------- |
| 2010 (37. díjátadó) | A rejtély                  | Fringe                |
| 2010 (37. díjátadó) | Lost – Eltűntek            | Lost                  |
| 2010 (37. díjátadó) | Smallville                 | Smallville            |
| 2010 (37. díjátadó) | Odaát                      | Supernatural          |
| 2010 (37. díjátadó) | V, mint veszélyes          | V                     |
| 2010 (37. díjátadó) | Vámpírnaplók               | The Vampire Diaries   |
| 2011 (38. díjátadó) | A rejtély                  | Fringe                |
| 2011 (38. díjátadó) | Szellemdoktor              | A Gifted Man          |
| 2011 (38. díjátadó) | Grimm                      | Grimm                 |
| 2011 (38. díjátadó) | Egyszer volt, hol nem volt | Once Upon a Time      |
| 2011 (38. díjátadó) | Odaát                      | Supernatural          |
| 2011 (38. díjátadó) | Terra Nova – Az új világ   | Terra Nova            |
| 2012 (39. díjátadó) | Revolution                 | Revolution            |
| 2012 (39. díjátadó) | Sherlock és Watson         | Elementary            |
| 2012 (39. díjátadó) | Gyilkos hajsza             | The Following         |
| 2012 (39. díjátadó) | A rejtély                  | Fringe                |
| 2012 (39. díjátadó) | Egyszer volt, hol nem volt | Once Upon a Time      |
| 2012 (39. díjátadó) | Odaát                      | Supernatural          |
| 2013 (40. díjátadó) | Hannibal                   | Hannibal              |
| 2013 (40. díjátadó) | Revolution                 | Revolution            |
| 2013 (40. díjátadó) | A S.H.I.E.L.D. ügynökei    | Agents of S.H.I.E.L.D |
| 2013 (40. díjátadó) | Feketelista                | The Blacklist         |
| 2013 (40. díjátadó) | Gyilkos hajsza             | The Following         |
| 2013 (40. díjátadó) | Az Álmosvölgy legendája    | Sleepy Hollow         |
| 2013 (40. díjátadó) | A búra alatt               | Under the Dome        |
| 2014 (41. díjátadó) | Hannibal                   | Hannibal              |
| 2014 (41. díjátadó) | Feketelista                | The Blacklist         |
| 2014 (41. díjátadó) | Gyilkos hajsza             | The Following         |
| 2014 (41. díjátadó) | Grimm                      | Grimm                 |
| 2014 (41. díjátadó) | A célszemély               | Person of Interest    |
| 2014 (41. díjátadó) | Az Álmosvölgy legendája    | Sleepy Hollow         |

## Rekordok

### Többszörös győzelmek
| öt győzelem - Lost – Eltűntek három győzelem - Buffy, a vámpírok réme - X-akták | két győzelem - A rejtély - Hannibal - Revolution - Star Trek: Az új nemzedék |

### Többszörös jelölések
| nyolc jelölés - X-akták hét jelölés - Buffy, a vámpírok réme - Lost – Eltűntek - A Simpson család - Smallville hat jelölés - Angel - Star Trek: Az új nemzedék - Odaát - A rejtély | négy jelölés - Hősök - Star Trek: Enterprise három jelölés - Alias - Gyilkos hajsza - Star Trek: Voyager - Mesék a kriptából |

## Fordítás
- Ez a szócikk részben vagy egészben  a   Saturn Award for Best Network Television Series című angol Wikipédia-szócikk fordításán alapul.  Az eredeti cikk szerkesztőit annak laptörténete sorolja fel. Ez a jelzés csupán a megfogalmazás eredetét és a szerzői jogokat jelzi, nem szolgál a cikkben szereplő információk forrásmegjelöléseként.